# No Guts. No Glory.
No Guts. No Glory. – album australijskiego zespołu Airbourne z 2010 roku. Wydana została także wersja limitowana tego albumu, zawierająca pięć bonusowych utworów oraz otwieracz do butelek z logo albumu.

## Lista utworów
1. „Born To Kill” - 3:39
2. „No Way But The Hard Way” - 3:34
3. „Blonde, Bad and Beautiful” - 3:49
4. „Raise The Flag” - 3:33
5. „Bottom Of The Well” - 4:30
6. „White Line Fever” - 3:09
7. „It Ain’t Over Till It’s Over” - 3:17
8. „Steel Town” - 3:09
9. „Chewin’ The Fat” - 3:12
10. „Get Busy Livin’” - 3:37
11. „Armed And Dangerous” - 4:13
12. „Overdrive” - 3:22
13. „Back On The Bottle” - 3:50
14. „Loaded Gun (Bonus Track)” - 2:51
15. „My Dynamite Will Blow You Sky High (And Get Ya Moanin’ After Midnight)” - 3:23 (utwór dodatkowy)
16. „Rattle Your Bones” - 2:36 (utwór dodatkowy)
17. „Kickin’ It Old School” - 2:37 (utwór dodatkowy)
18. „Devil’s Child” - 2:12 (utwór dodatkowy)